# Colostygia ochracearia
Colostygia ochracearia là một loài bướm đêm trong họ Geometridae.